# Ordinul Național de Merit al Republicii Italiene

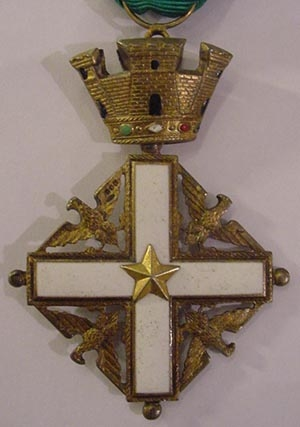
Ordinul Național de Merit

Ordinul Național de Merit al Republicii Italiene a fost înființat ca cel mai mare ordin de rang cavaleresc de Luigi Einaudi, al doilea președinte al Republicii Italiene în 1951. Fiind cel mai mare rang de onoare a Republicii, este acordat pentru „meritul achiziționat de către națiune” în domeniile literaturii, artelor, economiei, serviciilor publice și sociale, activități umanitare și filantropice și pentru serviciul lung și remarcabil în carierele civile și militare. Membrii ordinului pot folosi scrisorile post-nominale OMRI.